# Paradise Township (Monroe County, Pennsylvania)
Paradise Township ist eine Gebietskörperschaft in den Pocono Mountains im Nordosten des US-Bundesstaats Pennsylvania, wo Townships neben Boroughs und Citys eine von drei Verwaltungseinheiten unterhalb der County-Ebene sind. Das U.S. Census Bureau hat bei der Volkszählung 2020 eine Einwohnerzahl von 2.899 ermittelt.

## Geographie

### Geographische Lage
Das Paradise Township liegt in der nördlichen Hälfte des Monroe Countys zentral in den Pocono Mountains. Das Ortsgebiet ist hügelig und überwiegend bewaldet. Der Fluss Paradise Creek entsteht im Nordwesten des Townships aus den Bächen Tank Creek und Yankee Run. Er quert das Ortsgebiet bis zum südöstlichen Ende und mündet im Stroud Township in den Brodhead Creek, der wiederum ein Zufluss des Delaware River ist.

### Ortsgliederung
Auf dem Gebiet des Paradise Township liegen drei Orte, die eigene Namen tragen, rechtlich aber als Unincorporated Area keinen eigenständigen Status besitzen:
- Paradise Valley in der Mitte des Townships
- Wiscasset im Südwesten
- Henryville im Südosten

Die Besiedlungsstruktur ist locker; insbesondere nördlich von Paradise Valley und Henryville befinden sich ausgedehnte Siedlungen mit loser Bebauung.

### Nachbarorte
Die direkten Nachbarorte des Paradise Townships sind Mount Pocono und das Coolbaugh Township im Westen, das Barrett Township im Norden, das Price Township im Osten und das Pocono Township im Süden. Die nächsten größeren Orte sind der County Seat Stroudsburg etwa 18 km südöstlich sowie die rund 45 bzw. 55 km westlich gelegenen Städte Scranton und Wilkes-Barre. Newark liegt rund 125 km südöstlich, Philadelphia etwa 170 km südlich.

## Geschichte
Bis ins 18. Jahrhundert war das Gebiet des heutigen Paradise Townships Siedlungsgebiet der Lenni Lenape, die allerdings spätestens mit dem Walking Purchase von 1737 aus der Region verdrängt wurden. Das heutige Ortsgebiet zählte ab 1752 zum Northampton County und ab 1814 zum Pike County, blieb aber zunächst unbesiedelt. Ab den frühen 1820er-Jahren ließen sich europäische Siedler, überwiegend deutscher Abstammung, im Gebiet nieder und begannen eine land- und forstwirtschaftliche Nutzung. Die verstreuten Höfe zählten zunächst zum Township Price, ehe daraus zum 23. November 1848 durch Abspaltung das Paradise Township gegründet wurde. 1859 hatte es 428 Einwohner. Einige Quadratkilometer im Norden des Townships wurden am 31. Dezember 1859 an das neue Township Barrett abgetreten.
1851 eröffnete die Delaware and Cobb’s Gap Railroad eine Bahnstrecke von Scranton ostwärts zum Delaware River, die durch das Gebiet des Paradise Townships führte. In Henryville sowie im 1859 an das Barrett Township übergebenen Ort Cresco entstanden Bahnstationen, spätestens in den 1870er-Jahren auch im nahegelegenen Mount Pocono. 1853 wurde die Bahngesellschaft mit der Lackawanna and Western Railroad zur Delaware, Lackawanna and Western Railroad (DL&W) fusioniert, die die Bahnstrecke zu ihrer Hauptverbindung zwischen Hoboken westlich von New York City, Scranton und Buffalo ausbaute. In den 1870er-Jahren begann die DL&W, einem allgemeinen Trend folgend, die Pocono Mountains als Ausflugs- und Urlaubsziel zu vermarkten. Auch im Paradise Township entwickelte sich der Tourismus damit zu einem der wichtigsten Wirtschaftszweige. Die Volkszählung von 1880 vermerkte 688 Einwohner im Township.

Die Bedeutung des Übernachtungstourismus nahm spätestens Mitte des 20. Jahrhunderts ab. Stattdessen wurde das Paradise Township ab den 1960er-Jahren Wohnort für Pendler in das Wyoming Valley, aber auch den Norden von New Jersey. Dies führte zu einem signifikanten Einwohnerzuwachs. Das Resort-Hotel Mount Airy Lodge im Südwesten des Townships hielt sich dennoch bis 2001. Nach seiner Schließung wurde dort 2007 das Mount Airy Casino Resort, eine Spielbank mit angeschlossenem Hotel, eröffnet.

## Infrastruktur

### Verkehr

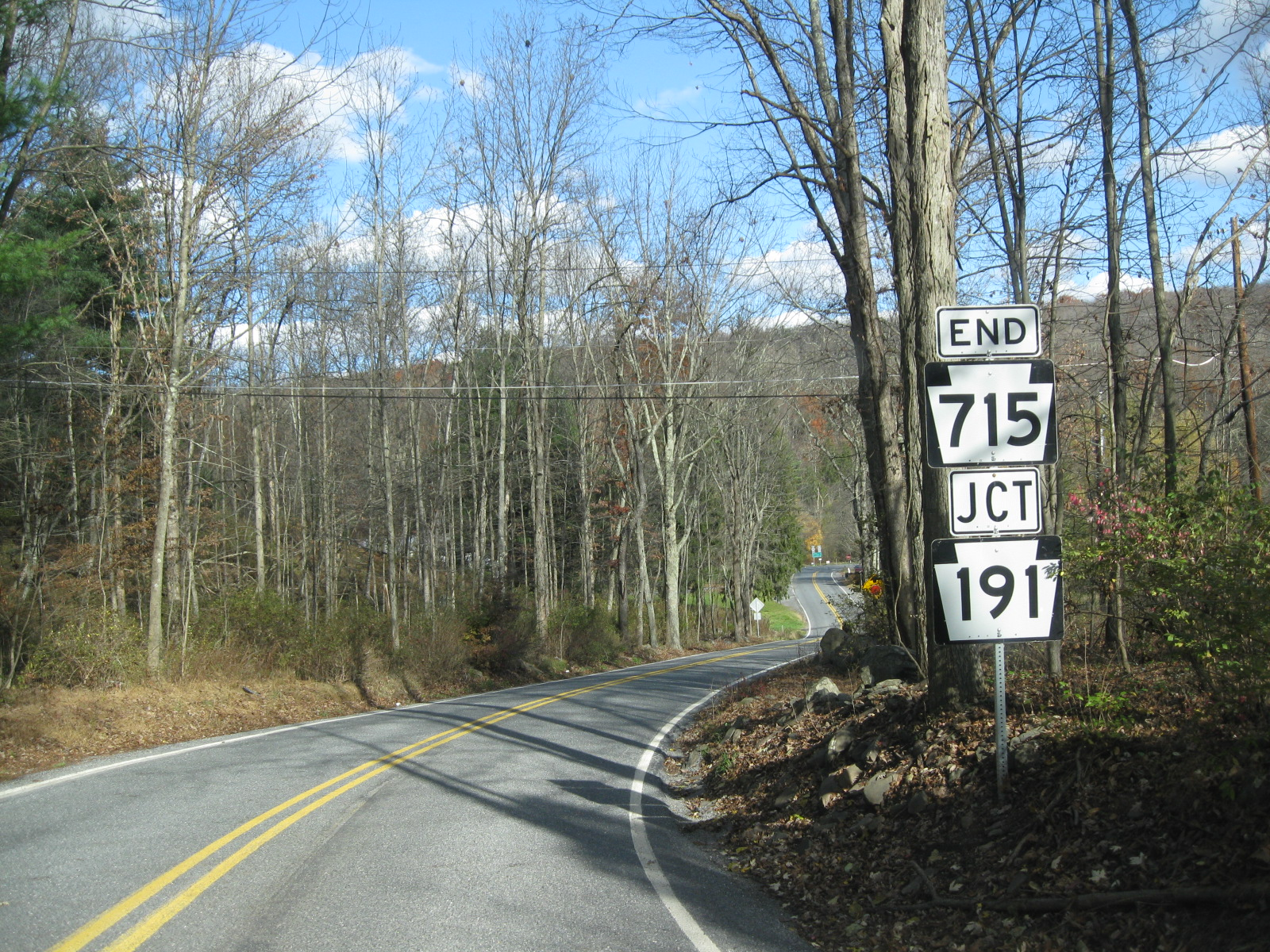
Nördliches Ende der Staatsstraße Pennsylvania Route 715 im Paradise Township

Durch den Südwesten des Townships führt die Staatsstraße Pennsylvania Route 611, die hier der direkte Nachfolger der im 19. Jahrhundert errichteten Philadelphia and Great Bend Turnpike zwischen Philadelphia und Scranton ist. Der überregionale Straßenverkehr nutzt allerdings vor allem die einige Kilometer weiter westlich bzw. südlich außerhalb des Ortsgebiets verlaufenden Interstate Highways I-80 und I-380. In Ost-West-Richtung wird das Township durch die Pennsylvania Route 940 gequert, die in Paradise Valley endet und auf die grob in Nord-Süd-Richtung verlaufende Pennsylvania Route 191 trifft. In Henryville endet von Süden kommend die Pennsylvania Route 715.
Im Nordwesten und Osten des Ortsgebiets (sowie direkt nördlich der Ortsgrenze) verläuft die frühere DL&W-Bahnstrecke von Scranton nach Slateford nahe der Bundesstaatsgrenze zu New Jersey. Sie wird im Güterverkehr durch die Delaware-Lackawanna Railroad befahren. Im Paradise Township befinden sich jedoch keine Anlagen zur Güterverladung.
ÖPNV existiert in Form von Buslinien der Monroe County Transit Authority. Das Mount Airy Casino Resort wird zudem von überregionalen Busverbindungen, beispielsweise aus dem Raum New York, angefahren.

### Bildung
Das Ortsgebiet gehört zum östlichen Schulsprengel des Pocono Mountain School District. Die zugehörigen Schulen befinden sich in Swiftwater direkt südwestlich des Paradise Townships.